# Józef Pawelec
Józef Jacek Pawelec (* 20. Mai 1934 in Kleśniska) ist ein polnischer Politiker (KPN, Samoobrona, PSL, PiS). Er gehörte von 1991 bis 1993 dem Sejm der Republik Polen in der I. Wahlperiode an.

## Leben und Beruf
Pawelec absolvierte ein Studium der Elektrotechnik an der Militärtechnischen Akademie Warschau, das er 1958 abschloss. 1975 wurde er an dieser Hochschule promoviert. 2004 wurde er zum Professor für technische Wissenschaften ernannt. Er war Mitglied des Nationalen Komitees für die Zusammenarbeit mit der International Union of Radio Science der Polnischen Akademie der Wissenschaften, der Polnischen Vereinigung für Elektrotechnik und der Polnischen Kybernetischen Gesellschaft. Er forschte an der Militärtechnischen Akademie und Offizier der Polnischen Volksarmee, in der er den Rang eines Obersts erreichte. Zudem war er Professor an der Technischen Universität Radom und der Europäischen Universität Warschau. Er veröffentlichte in den Zeitungen Polska Zbrojna und Wprost.

## Politik
Pawelec gehörte Ende der 1980er Jahre zu den Mitbegründern der antikommunistischen Vereinigung „Patriotycznego Viritim“. Er trat der Konfederacja Polski Niepodległej (KPN) bei. Bei der ersten vollständig freien Parlamentswahl wurde er über die landesweite Verteilung in den Sejm gewählt. Bei der Wahl 1993 trat er im Wahlkreis Częstochowa für die Samoobrona Rzeczpospolitej Polskiej an. Diese scheiterte jedoch mit 2,8 % der Stimmen an der neu eingeführten 5-%-Hürde. Bei der Sejmwahl 1997 kandidierte er ebenso erfolglos für die Polskie Stronnictwo Ludowe, wie 2001 für die Prawo i Sprawiedliwość (PiS). Bei den Selbstverwaltungswahlen 2002 kandidierte er auf der Liste der PiS für den Sejmik der Woiwodschaft Masowien, wurde aber nicht gewählt.

## Ehrungen
- Ritterkreuz des Ordens Polonia Restituta